# Bisbat de Merseburg

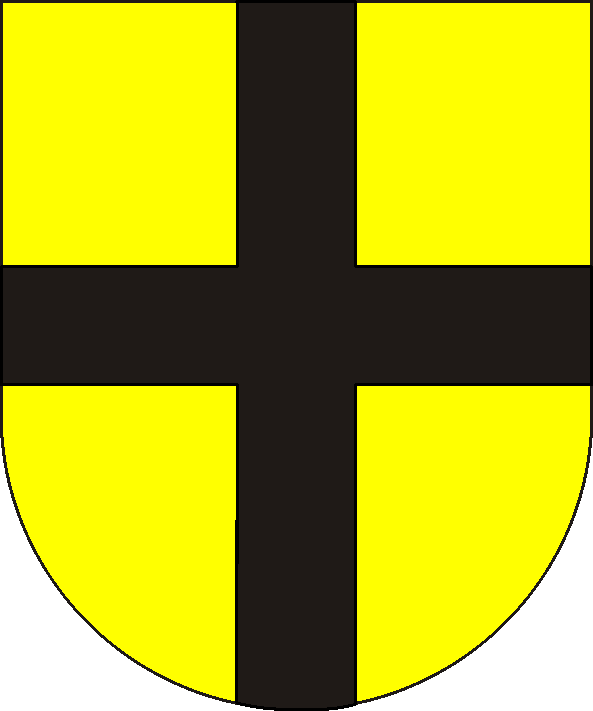
Escut

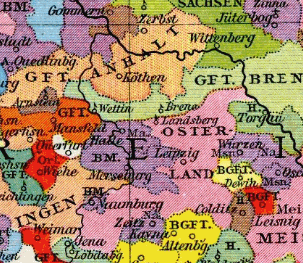
Mapa dels bisbats de Merseburg, Naumburg i Zeitz (en lila) vers 1250

El Bisbat de Merseburg fou una jurisdicció eclesiàstica a la frontera oriental del Ducat de Saxònia amb el seu centre en Merseburg, on es va construir la Catedral de Merseburg. Fou també un principat-bisbat. La seu fou fundada el 967 per l'Emperador Otó I del Sacre Imperi Romanogermànic al mateix temps que les de Meissen i Zeitz (des de 1029: Naumburg), totes declarades diòcesis sufragànies de l'Arquebisbat de Magdeburg com a part d'un pla de lligar més directament les terres dels eslaus polabis ("wendes") a la Marca de Saxònia Oriental més enllà del riu Saale amb el Sacre Imperi Romanogermànic. El bisbat llavors cobria un territori relativament petit entre el Saale i el Mulde.

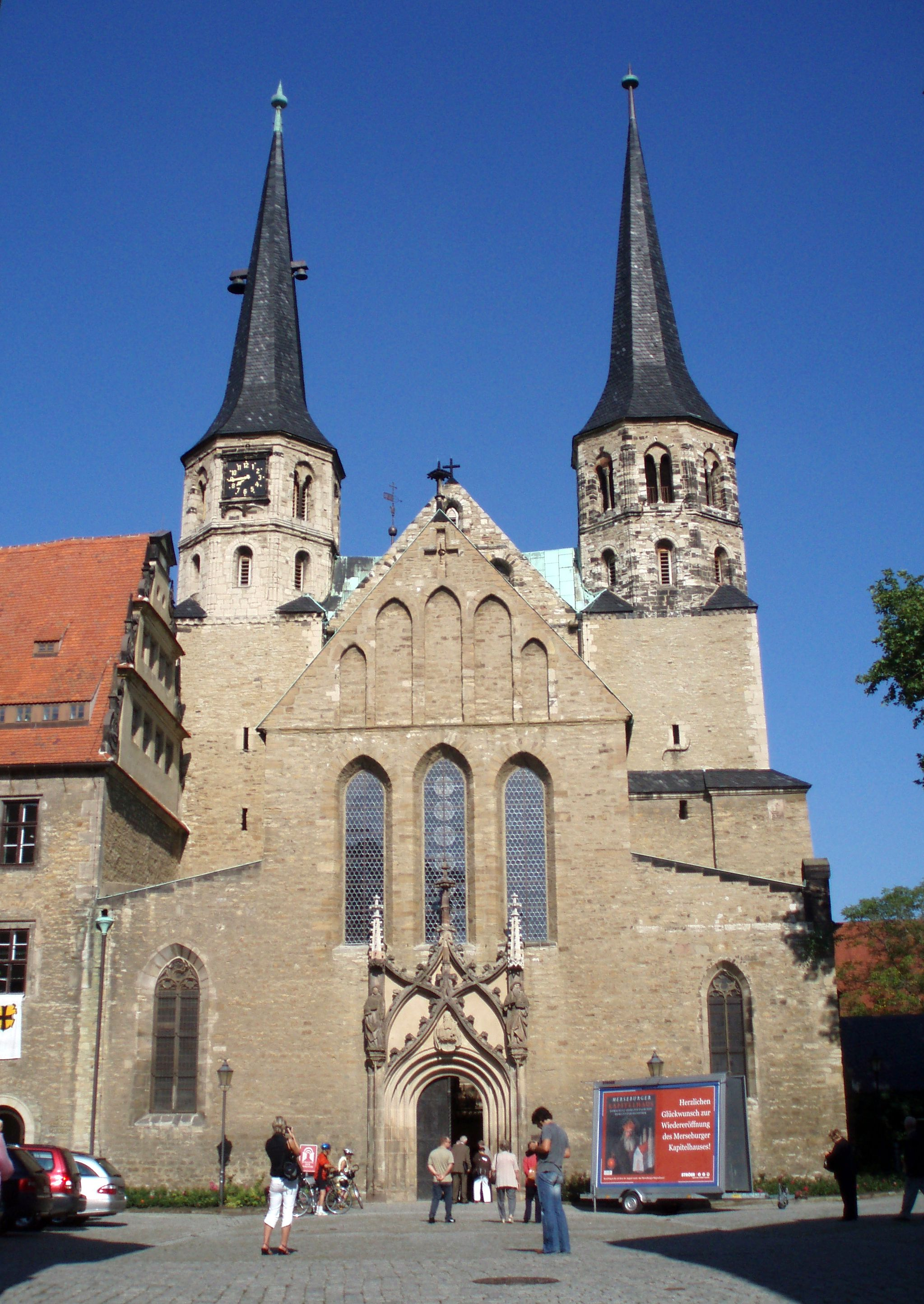
Catedral de Merseburg

## Història
Vers el 919 el rei Enric I d'Alemanya el Caçador (pare d'Otó I) va erigir un Kaiserpfalz a Merseburg a l'Hassegau a Ostfàlia, lloc d'origen de la seva primera muller Hateburga. L'establiment de la diòcesi es remuntava a una promesa que Otó va fer abans de la seva victòria contra els hongaresos a la batalla de Lechfeld el dia de Sant Llorenç el 10 d'agost de 955. Confirmat pel papa Joan XIII al sínode de 968 a Ravenna, el primer bisbe Merseburg fou Boso de Merseburg, un monjo bavarès que procedia de l'abadia d'Emmeram a Regensburg (Ratisbona), ja distingit pels seus treballs missioners entre els pagans sorbs.
El successor de Bosó Gisilher, un confident del nou emperador Otó II, des de 971 aconseguia la supressió de la seu a favor dels seus propòsits per convertir-se en Arquebisbe de Magdeburg, que finalment va aconseguir del Papa Benet VII a través del poder de l'emperador el 981. Tanmateix aquest pas era clarament en contra dels interessos de l'Església i la posició d'arquebisbat de Magdeburg va quedar decisivament devilitada després de la Gran Revolta Eslava del 983, i per això la dissolució fou revocada pel papa el 998 o principis del 999 en un sínode a Roma. A la mort de l'arquebisbe Gisilher el 1004, Enric II del Sacre Imperi Romanogermànic restablia el principat-bisbat de Merseburg; la diòcesi no recobrava, tanmateix, tot el seu anterior territori, i era ara gairebé exclusivament una jurisdicció missionera entre el sorbs, que no es convertia plenament al cristianisme fins a la meitat del segle xii.
Sota el bisbe Thietmar (1009-1018) començava l'erecció de la catedral de Merseburg, que fou consagrada el 1021 en presència de l'emperador Enric II. Durant la Conflicte de les Investidures els bisbes de Merseburg estigueren amb Gregori VII i també es van unir a la Gran Rebel·lió Saxona, que, tanmateix, no podria aturar la pèrdua d'importància de la diòcesi. Des del segle xiii cap endavant, els bisbes havien de tractar amb el creixent poder dels marcgravis de Meissen de la dinastia Wettin, des de 1423 electors de Saxònia, que negant la Immediatesa imperial de Merseburg intentava adquirir el domini. Pel Tractat de Leipzig de 1485 el Wettins assignaren el protectorat sobre Merseburg al duc Albert III de Saxònia.
El destí del bisbat es va segellar amb la Reforma Protestant, que es reforçava aquí durant l'episcopat del príncep Adolf II d'Anhalt, que fou expulsat del càrrec pels seus súbdits revoltats durant la Guerra dels Camperols el 1525. El 1544 l'elector August de Saxònia finalment assumia el govern com a administrador protestant, amb el príncep Jordi III d'Anhalt com a bisbe-coadjutor. El 1561 l'elector saxó instal·lava el seu fill menor Alexandre com a administrador, que no obstant moria quatre anys més tard, i posteriorment el bisbat de Merseburg fou finalment incorporat a l'electorat de Saxònia. De 1652 a 1738 els descendents del duc de la casa de Wettin Cristià I va agafar el títol de "duc de Saxònia-Merseburg".
Al Congrés de Viena tres quartes parts de l'antiga diòcesi fou concedida al regne de Prússia, i la resta romania a Saxònia; la tendència religiosa de la gent era abans d'aquell temps gairebé totalment luterana.

## Llista de bisbes de Merseburg

### Bisbes de Merseburg
- 967–970: Bosó
- 971-981: Gisilher
- 981–1004: diòcesi dissolta

### Prínceps-Bisbes de Merseburg
- 1004–1009: Wigbert
- 1009–1018: Thietmar de Walbeck
- 1019–1036: Bru de Merseburg
- 1036–1050: Hunold
- 1050–1053: Alberic
- 1053: Winther
- 1053–1057: Ezzelin I
- 1057–1062: Offo (també Uffo, Onuphrius, o Woffo)
- 1062–1063: Günther (també Winithar)
- 1063–1093: Werner de Wolkenburg
- 1075: Eberhard (anti-bisbe)
- 1093–1097: seu vacant
- 1097–1112: Albuí
- 1112–1120: Gerard (Gerhard)
- 1120–1126: Arnold
- 1126–1140: Megingoz (també Meingod)
- 1140–1140: Enric I
- 1140–1143: Ezzelin II (també Eckhelm)
- 1143–1151: Raynard (Reinhard) de Querfurt
- 1151–1170: Joan I (Johann)
- 1171–1201: Comte Eberhard de Seeburg
- 1201–1215: Derek de Meissen (Dietrich von Meißen)
- 1215–1240: Ekkehard Rabil (també Engelhard)
- 1240–1244: Rudolph de Webau
- 1244–1265: Enric II de Waren
- 1265: Albert I de Borna (Albrecht)
- 1265–1283: Frederic I de Torgau
- 1283–1300: Enric III von Ammendorf
- 1300–1319: Enric IV
- 1320–1340: Gebhard de Schrapelau (o Schraplau)
- 1341–1357: Enric V, comte de Stolberg
- 1357–1382: Frederic II de Hoym
- 1382–1384: Burkhard de Querfurt
- 1382–1385: Andreas Dauba (anti-bisbe)
- 1384–1393: Enric VI, Comte de Stolberg
- 1393–1403: Enric VII, tresorer d'Orlamünde
- 1403–1406: Otto de Honstein
- 1406: Enric VIII, Comte de Stolberg, electe
- 1407–1411: Walter von Köckeritz
- 1411–1431: Nikolaus Lubich
- 1431–1463: Joan II de Bose
- 1464–1466: Joan III de Bose
- 1466–1514: Thilo de Trotha
- 1514–1526: Adolf d'Anhalt
- 1526–1535: Vincent de Schleinitz
- 1535–1544: Sigismund de Lindenau

### Administradors Luterans i coadjutors
- 1544–1548: August de Saxònia, administrador diocesà
  - 1544–1549: Jordi d'Anhalt, com a coadjutor luterà

### Prínceps-Bisbes
- 1549–1561: Michael Helding

### Administradors luterans
- 1561–1565: Alexandre de Saxònia
  - Annexió a l'Electorat de Saxònia